# Радкевич, Евгений Александрович
Евге́ний Алекса́ндрович Радке́вич (Родкевич) (16 сентября 1851—1930) — русский военачальник, генерал от инфантерии (1912), член Военного совета Российской империи.

## Биография
Православный. Происходит из потомственных дворян Витебской губернии, родился в 1851 году, учился в Полоцком кадетском корпусе.

### Начало службы
15 августа 1869 года поступил во 2-е Константиновское военное училище, откуда перешёл в Николаевское инженерное училище, окончил 22 июня 1872 году по 1-му разряду, выпущен прапорщиком в 19-ю артиллерийскую бригаду (Ставрополь, Кавказский военный округ). В 1874 году был командирован в Санкт-Петербург для поступления в Николаевскую инженерную академию, экзаменов не выдержал, вернулся на службу в ту же бригаду.
С 1877 года штабс-капитан Е. А. Радкевич в составе бригады участвовал в Русско-турецкой войне, за боевые отличия был награждён двумя орденами и произведён в капитаны.
С 12 сентября по 1 ноября 1885 года состоял военным приемщиком и членом Кавказского уездного по воинским делам присутствия.
В 1886 году окончил Офицерскую артиллерийскую школу.
С 30 июля 1889 года — командир 6-й батареи 3-го дивизиона 31-й артиллерийской бригады (Белгород, Киевский военный округ), с 1 января 1898 года — командир 3-го дивизиона той же бригады, с 29 декабря 1899 года — командир 6-го мортирного артиллерийского полка (Херсон, Одесский военный округ), с 3 декабря 1902 года — командир 10-й артиллерийской бригады 5-го армейского корпуса (Лодзь, Варшавский военный округ).

### Русско-японская война
После начала Русско-японской войны 18 июня 1904 года началось формирование 6-го Сибирского армейского корпуса (55-я и 72-я пехотные дивизии), 27 июля 1904 года 10-я артиллерийская бригада вошла в его состав. К июлю 1904 корпус завершил формирование, в сентябре 1904 года вошёл в состав Манчжурской армии. С 11 декабря 1904 года генерал-майор Е. А. Радкевич — и. д. начальника артиллерии 6-го Сибирского корпуса, с 4 февраля 1905 года — и. д. командира 72-й пехотной дивизии того же корпуса (27 мая 1905 года утверждён в должности). На этих должностях участвовал: в октябре 1904 года — в сражении на р. Шахе, в январе 1905 года — в сражении при Сандепу, в февраль-марте 1905 года — в Мукденском сражении. За эту войну был награждён орденами Св. Станислава 1-й ст. с мечами и Св. Анны 1-й ст. с мечами, а также Золотым оружием.

### Между войнами
После перемирия продолжал командовать 72-й пехотной дивизией, с 3 февраля 1906 года по 14 июня 1908 года — командир 10-й пехотной дивизии. Одновременно — с 30 июля 1906 года по 5 сентября 1907 года — временный Генерал-губернатор Петроковской губернии и с 22 января 1908 года — начальник Лодзинского гарнизона.
С 14 июня 1908 года по 1 сентября 1912 года — командир 3-го Сибирского армейского корпуса. Одновременно — временный командующий войсками Иркутского военного округа (с 11 декабря 1909 года по 6 февраля 1910 года и с 20 декабря 1910 года по 20 февраля 1911 года). 1 сентября 1912 года уволен в отставку с мундиром и пенсией и произведен в чин генерала от инфантерии.

### Первая мировая война

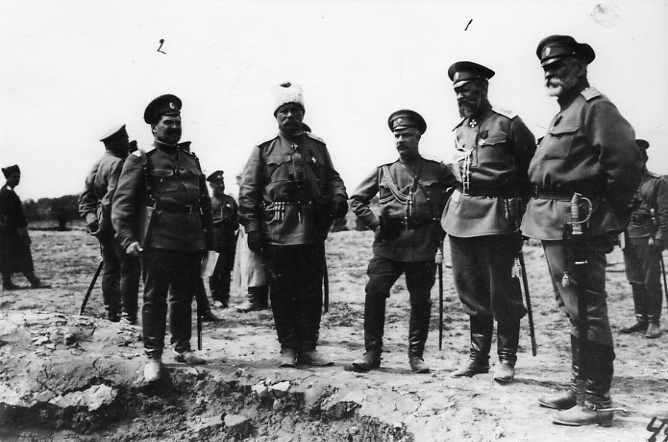
Смотр войск Западного фронта. Справа налево: генерал от инфантерии Е. А. Радкевич — командир 10-й армии, генерал от инфантерии А. Е. Эверт — командующий Западным фронтом, неизвестный, генерал от кавалерии А. И. Литвинов — командир 1-й армии, полковник П. П. Лебедев — генерал-квартирмейстер Западного фронта. До 1916 года.

С началом Первой мировой войны, 7 августа 1914 года определён из отставки, и вновь назначен командиром 3-го Сибирского армейского корпуса, который вошёл в состав новой 10-й армии.
Во время Первой августовской операции (сентябрь 1914 года), 15 сентября 1914 года 10-я армия начала бои с главными силами 8-й немецкой армии, начав этим сражение в Августовских лесах. Командиры 2-го Кавказского и 22-го армейских корпусов не сумели выполнить свою задачу, но 3-й Сибирский армейский корпус Е. А. Радкевича занял Августов и перерезал немецкие коммуникации. 16 и 17 сентября 10-я армия разворачивала фронт налево, в это время Е. А. Радкевич вел упорные бои под Августовом, другие корпуса армии тоже перешли к активным действиям и очистили Августовские леса от неприятеля. 10-я армия взяла трофеи — около 3000 пленных и 20 орудий. За эти бои Е. А. Радкевич был награждён орденом Св. Георгия 4-й ст.
В октябре—ноябре 10-я армия вела бои местного значения без связи с главными операциями. В начале декабря 10-я армия начала новое наступление, но не смогла прорвать укрепленный фронт 8-й немецкой армии, и понесла большие потери. В начале января 1915 года 10-я армия провела Ласдененскую операцию, которая ожидаемого успеха не принесла.
В феврале 1915 года 3-й Сибирский армейский корпус участвовал в Мазурском сражении. 7 февраля 1915 года 8-я немецкая армия нанесла удар по левому флангу 10-й армии. На следующий день 10-я немецкая армия начала наступление в тыл 10-й армии, нанеся главный удар по правофланговому 3-му армейскому корпусу, выбила его с занимаемых позиций и фактически разбила, 26-й армейский корпус отходил под натиском немцев и обнажил левый фланг 20-го армейского корпуса, который впоследствии был окружён и разгромлен в районе Августовских лесов. На левом фланге 10-й армии на участке Лык — Райгород 3-й Сибирский корпус Е. А. Радкевича фактически в одиночку противостоял 8-й и части 10-й немецких армий (всего около трёх корпусов), при трехкратном перевесе противника держал оборону, чем спас 10-ю армию от полного разгрома. Действиями Е. А. Радкевича восхитился даже немецкий генерал Э. Людендорф.
После поражения 10-й армии Ф. В. Сиверс был отстранён от командования, 25 апреля 1915 года Е. А. Радкевич назначен командующим 10-й армией. По мнению военного историка А. А. Керсновского:

«Отличный командир корпуса, генерал Радкевич чувствовал себя неуверенно во главе армии и нуждался в менторе».— Керсновский А.А. История Русской армии.
Командуя армией, Е. А. Радкевич участвовал: август-сентябрь 1915 года — Виленская операция, март 1916 года — Нарочская операция, июль 1916 — Барановичская операция.
4 октября 1916 года Е. А. Радкевич назначен членом Военного совета Российской империи, с 25 апреля 1917 года — помощник Главнокомандующего войсками Петроградского военного округа Л. Г. Корнилова, с 29 апреля 1917 года — и. д. Главкома Петроградского военного округа, с 6 мая 1917 года — вновь член Военного Совета. 21 марта 1918 года уволен со службы, с ноября 1918 года — пенсионер.

### РККА
В 1918 мобилизован в РККА. В начале 20-х преподавал топографию в Одесском артиллерийском училище. Г. Д. Пласков, в то время курсант, вспоминал:

«Светлую память о себе оставил преподаватель топографии 72-летний Радкевич, бывший царский генерал. Жизнерадостный, полный юмора старик часто приезжал на велосипеде с сумкой, наполненной продуктами. Материально он был хорошо обеспечен, по приказу Реввоенсовета Республики получал специальный паек. Прежде чем начать занятия, Радкевич раскрывал свою сумку и на белоснежной салфетке раскладывал крохотные бутерброды.

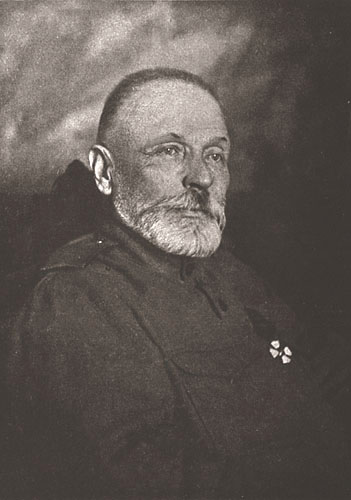
Радкевич Е. А.

— Господа юнкера, не обижайте старушку мать. — Так называл он свою супругу. — Это она для вас приготовила, кушайте, у нас ещё осталось, не стесняйтесь!
Отказаться было невозможно: уж очень ласково сияли глаза этого мудрого и доброго человека.
Заботился он о нас, как о родных сыновьях. Вечерами приходил к нам в комнату, садился за стол. Вытрет вспотевшее лицо и скажет голосом, не допускающим возражений:
— А ну-ка, господа, покажите ваши святцы. Как вы подготовились на завтрашний день?
Тщательно проверит наши записи, чертежи, исправит ошибки, объяснит их. Как-то принес красивую папку, вытащил из неё фотографии своих сыновей-офицеров, так же, как и он, перешедших на службу народу. Радостно, возбуждённо рассказал о своей встрече с Лениным.
— Я во всем с ним согласился, мы друг друга отлично поняли. И я сразу послушался его, и мы все втроем вступили в Красную Армию. Старушка мать была против, но мы её уговорили…
Много рассказывал о русско-японской и первой мировой войнах.
— А вы знаете, в пятнадцатом году я представил его величеству императору России документы на предмет присвоения чина полковника Николаю Иосифовичу Беттихеру, в те годы он командовал у меня тяжелым артиллерийским дивизионом…
И нам стало понятно, почему начальник школы вытягивался в струнку при виде этого преподавателя.
Радкевич всегда был занят. Чисто убранный кабинет топографии и в свободные часы заполняли курсанты. На стенах висели карты, схемы разных масштабов, аккуратно были расставлены учебные экспонаты. На столах лежали массивные разноцветные карандаши, резинки, готовальни, листы ватмана, кальки — большинство этих дефицитных вещей генерал принес из дому. Радкевич обходил курсантов, советовал, показывал. Мы учили здесь не только топографию — старый преподаватель охотно давал консультации и по другим дисциплинам.

На торжественных собраниях при выборе президиума десятки голосов называли его фамилию. Он, стесняясь, поднимался на сцену и скромно садился во втором ряду. Комиссар или начальник школы подходили к нему и усаживали рядом с собой.»— Пласков Г. Д. Под грохот канонады. — М.: Воениздат, 1969. С. 98
В 1923 году демобилизован по возрасту, персональный пенсионер. Умер в 1930 году.

## Чины

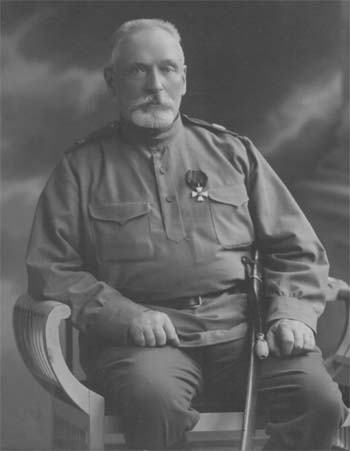
Радкевич Е. А.

- прапорщик — 22.06.1872 (старшинство (ст.) 11.08.1871)
- подпоручик — 6.11.1872 (ст. 6.11.1872)
- поручик — 29.12.1873 (ст. 29.12.1873)
- штабс-капитан — (ст. 9.12.1876)
- капитан — 11.06.1878 (ст. 9.06.1877) — за боевые отличия
- подполковник — 30.07.1889 (ст. 30.07.1889)
- полковник — 30.08.1894 (ст. 30.08.1894)
- генерал-майор —— 2.10.1902 (ст. 3.10.1902) — за отличие
- генерал-лейтенант — 30.07.1907 (ст. 31.05.1907) — за отличие
- генерал от инфантерии — 1.09.1912 (ст. 8.05.1912)

## Награды
- Орден Святой Анны 3-й степени с мечами и бантом (13.07.1877);
- Орден Святого Владимира 4-й степени с мечами и бантом (28.05.1880);
- Орден Святого Станислава 2-й степени (26.02.1886);
- Орден Святой Анны 2-й степени (01.02.1887);
- Орден Святого Владимира 3-й степени (15.05.1899);
- Орден Святого Станислава 1-й степени с мечами (ВП 11.06.1905);
- Орден Святой Анны 1-й степени с мечами (ВП 08.10.1905);
- Золотое оружие «За храбрость» (ВП 07.04.1906);
- Орден Святого Владимира 2-й степени (ВП 06.11.1911);
- Орден Святого Георгия 4-й степени (ВП 22.09.1914);
- Орден Белого Орла с мечами (доп. к ВП 25.10.1914);
- Орден Святого Александра Невского с мечами (25.12.1915).

## Семья
Хотя его фамилия везде пишется как Радкевич, все родственники носили (и носят) фамилию Родкевич.
- жена — Родкевич (Линовицкая), Елена Ивановна (1859—1935), дочь полковника. Образование среднее. У них с мужем было пятеро детей. С 1930 года — вдова, получала персональную пенсию за мужа; инвалид (слепая и глухая), нуждалась в постоянной помощи, проживала в Ленинграде. 17 марта 1935 года была выслана вместе с сыном Вадимом Оренбург как «особо опасный элемент» на 5 лет.
- дочь — Душкевич (Родкевич), Инна Евгеньевна (21.06.1883—1965)
- дочь — Родкевич, Кира Евгеньевна (25.09.1884, Санкт-Петербург—1935), воспитывалась в Херсонской женской гимназии, В 1930-х — проживал в Ленинграде. После ареста покончила жизнь самоубийством. Реабилитирована 6 сентября 1989 года решением прокуратуры Ленинграда.
- сын — Родкевич, Вадим Евгеньевич (13.06.1886, Царское Село—19.05.1937), окончил 2-й Московский кадетский корпус. В Первую мировую войну служил офицером в российской армии. В 1930-х проживал в Ленинграде. 17 марта 1935 года, как «особо опасный элемент» выслан в Оренбург на 5 лет. 26 сентября 1936 года арестован в Оренбурге, 3 марта 1937 года, за участие в контрреволюционной организации, приговорён Особым совещанием при НКВД СССР к 5 годам лишения свободы, содержался в тюрьме Бузулука. Реабилитирован 29 февраля 2008 года решением прокуратуры Санкт-Петербурга.
- сын — Родкевич, Игорь Евгеньевич (13.10.1888—?), окончил 2-й Московский кадетский корпус, затем Томский технологический институт. В 1911 году выслан за пределы Российской Империи срок до 1913 года за участие в стачке в Томском технологическом институте. В Первую мировую войну служил офицером в российской армии.
- сын — Родкевич, Глеб Евгеньевич (20.06.1892—1929) Окончил Лодзинскую классическую гимназию и 2-й Московский кадетский корпус. С 1914 года — участник Первой мировой войны, штабс-капитан, затем капитан лейб-гвардии 2-й артиллерийской бригады, награждён Георгиевским оружием (Приказ по 11-й армии № 689 от 11.10.1917). В 1918—1920 годах — командир батареи, затем дивизиона в белогвардейских войсках Восточного фронта. В 1920 году арестован, этапирован в Москву, заключен в Бутырскую тюрьму. В конце 1920 года приговорен к заключению до конца Гражданской войны, содержался в Новоспасском лагере. 23 мая 1924 года приговорён к 2 годам ИТЛ, срок отбывал в Соловецком лагере особого назначения. Реабилитирован 10 апреля 1992 года решением прокуратуры Ленинградского военного округа.